# Youri Tsigalko
Youri Tsigalko (ou Tsygalko) est un footballeur biélorusse né le 27 mai 1983 à Minsk, évoluant actuellement dans le club de Shakhtyor Soligorsk après avoir joué au FK Dynamo Minsk puis au FK Dynamo Brest. Il a trois sélections en équipe nationale de Biélorussie.

## Biographie
Gardien de but de l'équipe junior de Minsk en 2000, il devient à partir de 2002 le gardien titulaire du FK Dynamo Minsk, gardant plusieurs fois les cages de l'équipe nationale, avant de perdre sa place en 2005, ce qui lui vaut un transfert au FC Vostok, un club kazakh où il restera une saison avant de retourner dans son pays comme gardien titulaire du FK Dynamo Brest.
Il est surtout connu des joueurs de Championship Manager 2003 pour être totalement surcoté par rapport à son niveau réel ! Il est le frère jumeau de Maxim Tsigalko, qui joue avant-centre et qui, dans Championship Manager 2002 est aussi surcoté que son frère.